# ساکسو بانک
ساکسو بانک (انگلیسی: Saxo Bank) شرکت خدمات مالی و بانکداری دانمارکی است که شامل فارکس، سهام، کالاها، شاخص‌ها،اوراق قرضه و آتی است که همگی می‌توانند از طریق CFD، قراردادهای آتی، ویا مالکیت مستقیم خرید و فروش شوند.ساکسو بانک‌ در سال ۱۹۹۲ تاسیس شد.